# François Collin de Blamont

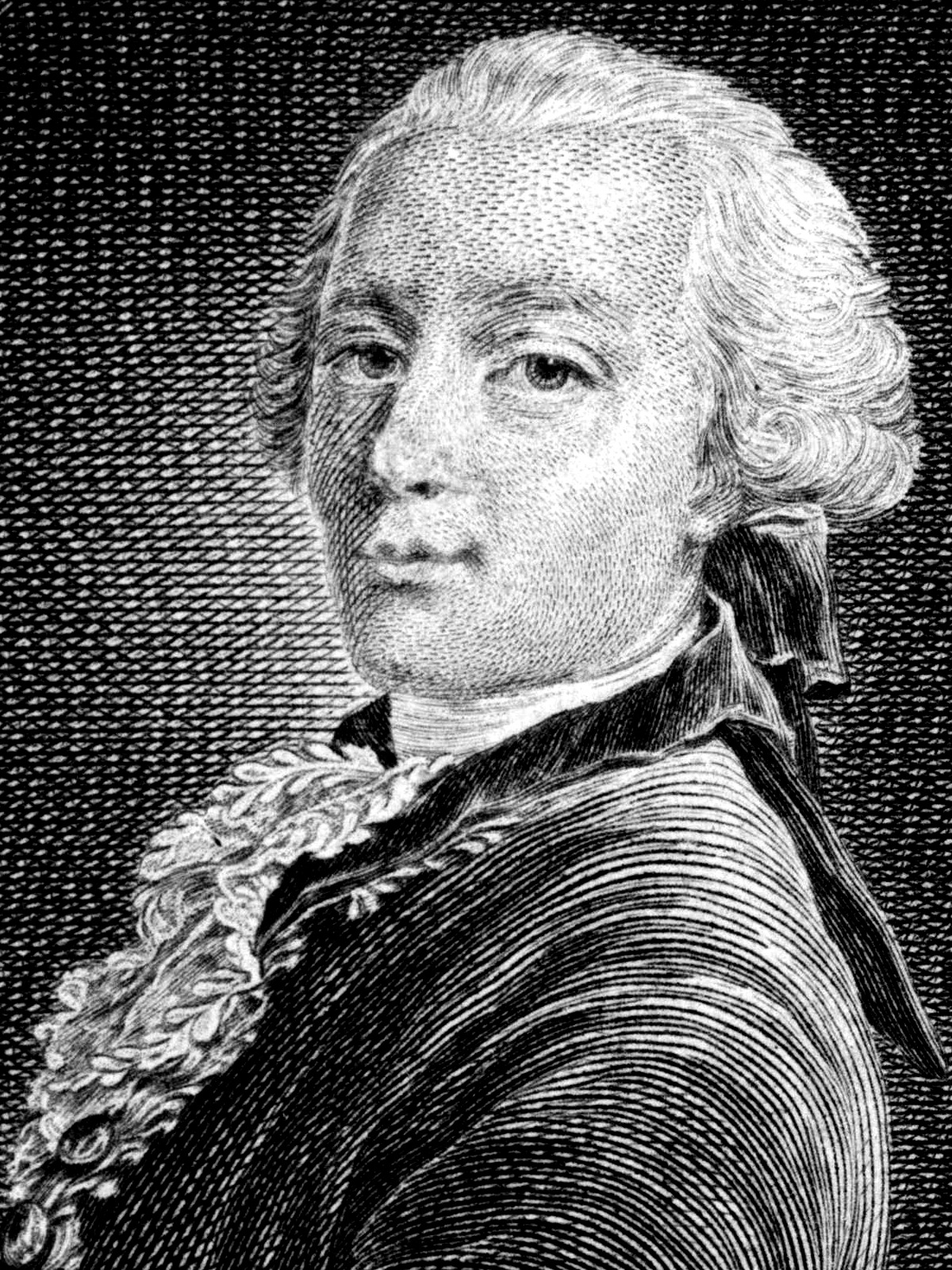
François Collin de Blamont

François Collin de Blamont (auch: Colin de Blamont) (* 22. November 1690 in Versailles; † 14. Februar 1760 ebenda) war ein französischer Komponist des Spätbarock.

## Leben
Sein Vater, Nicolas Collin de Blamont war Musiker am Hofe Ludwigs XIV. und befasste sich auch mit der Malerei. Er war ein Freund des Malers Hyacinthe Rigaud (1659–1743). So erhielten seine beiden Söhne François und Hyacinthe eine musikalische und eine malerische Ausbildung.
François erhielt den ersten Unterricht vom Vater und wurde 1707 in die Kapelle der Herzogin du Maine aufgenommen. Hier nahm er an der Seite bekannter Musikerkollegen an den damals berühmten „Nuits de Sceaux“, bestehend aus musikalischer Unterhaltung und Mythologie, teil. Er komponierte eine Kantate Circé nach einer Textvorlage von Jean-Baptiste Rousseau, welche er dem Komponisten Michel Richard de Lalande widmete. Im Gegenzug unterrichtete dieser ihn in Harmonielehre und Kontrapunkt.
Im Jahre 1719 erhielt er den Posten des „surintendant de musique“ am königlichen Hofe, ein Posten, den de Lalande ruhen ließ. Diese Position teilte er mit André Cardinal Destouches. Am 3. Juli 1723 gelangte das Heldenballett Les Festes Grecques et Romaines an der königlichen Akademie mit großem Erfolg zur Aufführung, noch bis zu fünfzig Jahre später wurde es immer wieder in unterschiedlichen Fassungen gegeben. Collin de Blamont avancierte zum Hofkomponisten und schuf Werke für zahlreiche öffentliche Ereignisse, wie beispielsweise für die Hochzeit von Ludwig XV. zu den Geburten der Prinzessinnen und des Dauphins. Gemeinsam mit André Cardinal Destouches bestritt er die Hofkonzerte für die königliche Familie in Versailles und Fontainebleau. Nach dem Tod von Michel-Richard Delalande wurde er „maître de musique de la chambre“. Nachdem bereits vorher zahlreiche Motetten beim Concert spirituel aufgeführt wurden, wurde dort 1726 sein Te Deum gegeben. Nachdem er bereits 1750 durch den Königin den Adelsstand erhoben wurde, wurde er ein Jahr später zum Ritter („Chevalier de l’Ordre de Saint Michel“) ernannt.
Seinem Neffen und Schüler, dem Komponisten Bernard de Bury (1720–1785) vermachte er die Privilegien seines Amtes. In seinem 1756 veröffentlichten Essai sur les goûts ancien et moderne françoise, relativement aux paroles d’opéra griff er aktiv in den Buffonistenstreit ein.